# Кашников, Евгений Александрович
Евгений Александрович Кашников (род. 25 декабря 2002, Курск) — российский хоккеист, защитник екатеринбургского «Автомобилиста».

## Биография
Евгений Кашников родился 25 декабря 2002 года в городе Курск.
Занимался в московских «Северной звезде» и ЦСКА.
В сезоне-2019/20 играл в Канаде за «Олимпик Гатино». Провёл 59 матчей в Главной юниорской хоккейной лиге Квебека (QMJHL), набрал 7 (2+5) очков.
Сезон-2020/21 начал в МХЛ в составе тульской «Академии Михайлова», сыграл 22 матча, набрал 10 (5+5) очков, однако в феврале 2021 года вернулся в «Олимпик Гатино». Провёл в QMJHL 12 поединков, набрал 5 (1+4) очков. Там же провёл и следующий сезон, сыграл 69 матчей, набрал 34 (13+21) очка.
В 2021 году был выбран «Сан-Хосе Шаркс» в 7-м раунде драфта НХЛ под номером 199.
В 2022 году перебрался в нижнекамский «Нефтехимик». В сезоне-2022/23 провёл 72 матча в КХЛ, набрал 10 (3+7) очков.
В 2024 году подписал контракт с екатеринбургским «Автомобилистом» на один сезон.